# Chthoneis transversicollis
Chthoneis transversicollis es un coleóptero de la familia Chrysomelidae.
Fue descrita científicamente en 1965 por Bechyne & Bechyne.